# Johann Joseph Fühling

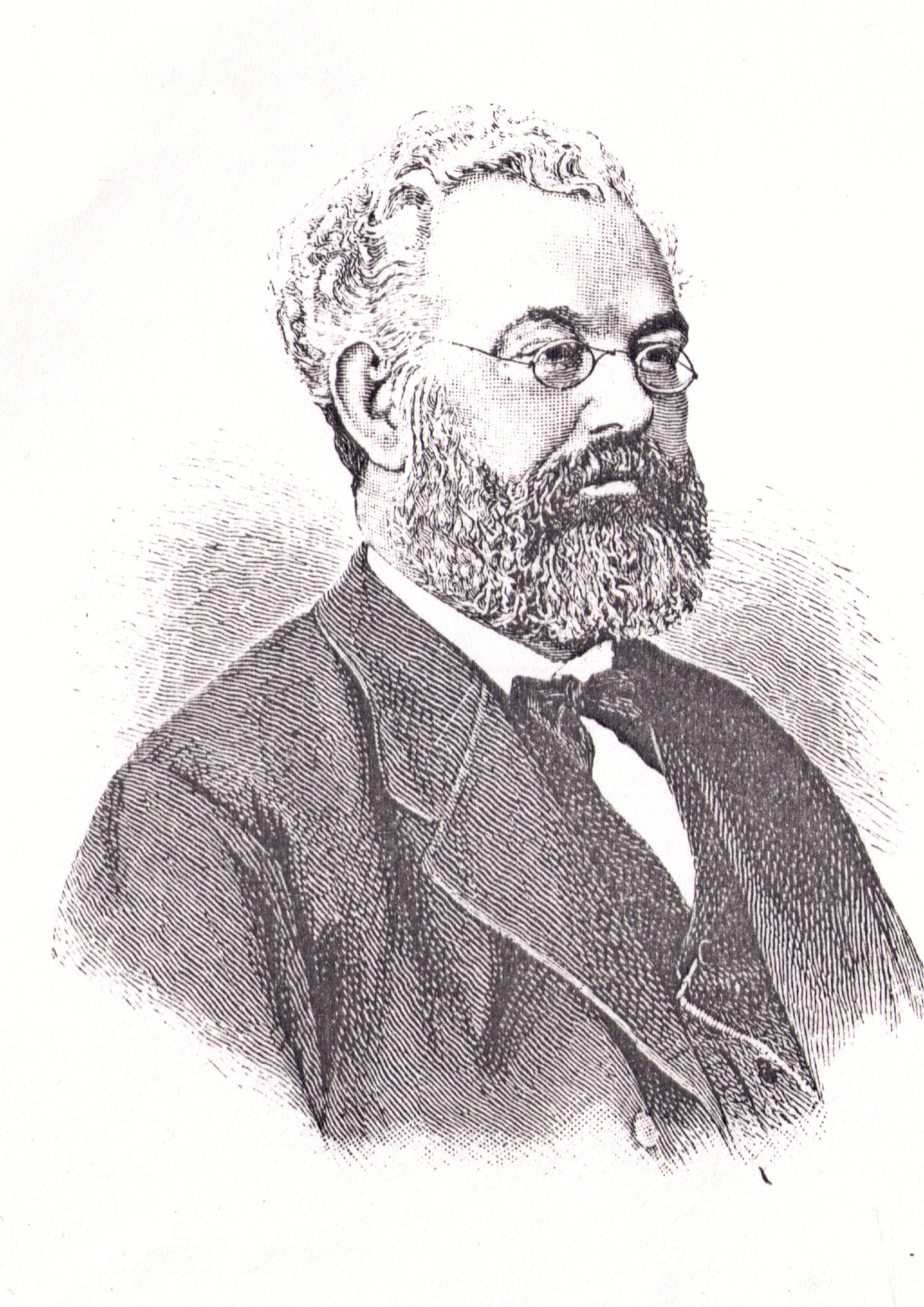
Johann Joseph Fühling

Johann Joseph Fühling (* 2. August 1825 in Köln; † 2. November 1884 in Heidelberg) war ein deutscher Agrarwissenschaftler.

## Leben und Wirken
Johann Joseph Fühling, Sohn eines Weinwirtes, absolvierte eine landwirtschaftliche Lehre und studierte dann an der Landwirtschaftlichen Akademie in Bonn-Poppelsdorf. Nach dem Examen war er im Rheinland im Kredit- und Bankwesen tätig. Gleichzeitig hielt er Vorträge über Landwirtschaft und betätigte sich als Fachautor. Zeitweise leitete er eine Ackerbauschule. Nach 1860 ging er in die Politik. Als Abgeordneter des preußischen Landtages plädierte er für die Schließung der landwirtschaftlichen Akademien. Stattdessen forderte er die Einrichtung von landwirtschaftlichen Instituten an den Universitäten.
1872 folgte er einem Ruf als ordentlicher Professor für Landwirtschaftslehre an die Universität Heidelberg. Hier beschäftigte er sich überwiegend mit volks- und betriebswirtschaftlichen Fragen. Da das an der Universität geplante landwirtschaftliche Institut nicht eingerichtet wurde, hörten nur wenige Juristen und Staatswirtschaftler seine landwirtschaftlichen Vorlesungen. Nach einem Schlaganfall trat er 1880 in den Ruhestand. Seit 1872 führte er den Titel Hofrat, seit 1880 den Titel Geheimer Hofrat.
Seinen wissenschaftlichen Ruf begründete Fühling 1860 mit dem Buch „Der praktische Rübenbauer“, eine Anleitung zur Kultur der Zucker- und Futterrüben. Das Buch erlebte mehrere Auflagen. Neben Beiträgen in Zeitschriften über pflanzenbauliche Fragen veröffentlichte Fühling 1876 eine 47 Seiten umfassende Schrift über die Ökonomik der Landwirtschaftslehre. Diese Kurzfassung seiner betriebswirtschaftlichen Leitgedanken hat später sein Neffe Theodor Fühling neubearbeitet und als 454 Seiten umfassendes Lehrbuch im Jahre 1889 herausgegeben.
Seine bedeutendsten Verdienste für die Landwirtschaft, insbesondere für den Pflanzenbau, erwarb sich Fühling als Herausgeber einer Fachzeitschrift. 1864 hatte er die Redaktion der 1852 gegründeten „Neuen landwirthschaftlichen Zeitung“ übernommen. Unter seiner Ägide entwickelte sich dieses Blatt, in dem fast alle bekannten Wissenschaftler und Praktiker der Landwirtschaft Beiträge veröffentlichten, zu einem führenden Fachorgan. Seit 1874 erschien diese Zeitschrift unter dem Titel „Fühling’s Landwirthschaftliche Zeitung“. Seit 1878 führte sie den Untertitel „Centralblatt für praktische Landwirthschaft“. Bis 1884 hat Fühling als Herausgeber 21 Jahrgänge in vorbildlicher Weise redaktionell betreut. Die Zeitschrift erschien bis zum Jahre 1922, zuletzt beim Stuttgarter Eugen Ulmer Verlag.

## Hauptwerke
- Der praktische Rübenbauer. Anleitung zur rationellen Cultur der Zucker- und Futterrüben. Vom landwirthschaftlichen Centralverein der Provinz Sachsen gekrönte Preisschrift. Verlag von Max Cohen & Sohn Bonn 1860; 2. Auflage ebenda 1863; 3. Auflage ebenda 1877.
- Oekonomik der Landwirthschaft oder System der landwirthschaftlichen Betriebslehre. Grundriß für Vorlesungen über landwirthschaftliche Betriebslehre. Verlag H. Voigt, Berlin und Leipzig 1876. – Neuauflage unter dem Titel Oekonomik der Landwirthschaft oder Allgemeine Landwirthschaftslehre. Nach dem Tode des Verfassers herausgegeben von Theodor Fühling. Mit einem Bild des Verfassers. Verlag von Paul Parey, Berlin 1889.